# شبگرد تیره
شبگرد تیره (نام علمی: Antrostomus saturatus) نام یک گونه از تیره شبگردان است.